# Апофиты
Апофи́ты — растения местной флоры, которые перешли из естественной среды обитания на территории, изменённые хозяйственной деятельностью человека: пашни, пастбища и т. д., и остались в них, благодаря адаптации к специфическим условиям, сформированным в полях людьми (вспашка, уход за культурными растениями и др.).

## Классификация апофитов
Различают:
- Эуапофиты — виды, практически полностью перешедшие на антропогенные экотопы.
- Гемиапофиты — виды, активно распространенные на антропогенных экотопах, но сохраняющие прочные позиции в местной флоре.
- Неустойчивые или случайные апофиты — состав которых разнороден, специфичен для каждого района.

## Примеры апофитов
К апофитам относятся, например, среднеазиатские виды верблюжьей колючки, мак павлиний (Papaver pavoninum), резак (Falcaria), льнянка (Linaria), чина клубненосная (Lathyrus tuberosus), будяк, шалфей (Salvia), василёк (Centaurea), австрийская (Artemisia austriaca) и полевая (Artemísia campéstris) полыни, люцерна жёлтая (Medicago falcata), типчак (Festuca valesiaca) перешедшие из естественного фитоценоза на культурные пастбища. К апофитам относится значительное число аборигенных видов синантропной флоры.